# Mckenna Grace
Mckenna Grace   (Grapevine, 25 de juny de 2006) és una actriu i cantant estatunidenca. Va començar a actuar professionalment amb sis anys, amb els seus primers papers com Jasmine Bernstein a la sitcom de Disney XD Crash & Bernstein (2012-2014) i Faith Newman a la telenovel·la The Young and the Restless (2013-2015). El 2018 i el 2019, The Hollywood Reporter la va nomenar una de les 30 millors estrelles menors de 18 anys. És coneguda pels seus papers com a Mary Adler a la pel·lícula Gifted del 2017 i Phoebe Spengler a la pel·lícula Ghostbusters: Afterlife del 2021.
Va llançar la seua primera cançó el 2021 titulada "Haunted House" amb el llançament de Ghostbusters: Afterlife. Després d'aquest llançament, va començar la seua carrera musical.

## Carrera
El 2013, Grace va fer el seu debut com a actriu interpretant Sydney al pilot de televisió Joe, Joe & Jane. Més tard va repetir a la sèrie de Disney XD Crash & Bernstein. Va tenir un paper recurrent, com Faith Newman, a The Young and the Restless entre 2013 i 2015. El 2015, va tenir un paper recurrent a la sèrie de CBS CSI: Cyber. Grace va interpretar el paper de Daisy al thriller de ciència-ficció Independence Day: Resurgence; la pel·lícula, dirigida per Roland Emmerich, es va estrenar el 24 de juny de 2016. Altres primers papers cinematogràfics inclouen la pel·lícula dramàtica Mr. Church el 2016 i la pel·lícula de comèdia How to Be a Latin Lover el 2017.
El 2017, Grace va interpretar un paper principal a la pel·lícula dramàtica de Marc Webb Gifted com la nena prodigi Mary Adler, al costat de Chris Evans. Va obtenir reconeixement per la seua actuació en el paper, sent nominada al Critics' Choice Movie Award al Millor Intèrpret Jove.
Va aprendre a patinar sobre gel per retratar la versió més jove de Tonya Harding a la pel·lícula biogràfica Jo, Tonya, descrivint-la com el "paper més desafiant" que havia assumit mai. Grace també va interpretar el paper significatiu de Juliet a la pel·lícula de terror Amityville: The Awakening juntament amb Bella Thorne; Franck Khalfoun va dirigir la pel·lícula.
Grace va interpretar Emma Grossman a la pel·lícula dramàtica de terror del 2018 The Bad Seed.
Grace ha aparegut ocasionalment a Young Sheldon del 2018 al 2021 com a Paige Swanson, una nena prodigi i rival de Sheldon Cooper.
Grace va interpretar a Judy Warren, filla dels investigadors paranormals Ed i Lorraine Warren, a la pel·lícula de terror del 2019 Annabelle Comes Home. També aquell any, va aparéixer a la pel·lícula de Marvel Studios Captain Marvel com una versió més jove del personatge titular.
Grace va aparéixer com la versió més jove de Sabrina Spellman a la primera temporada de Chilling Adventures of Sabrina de Netflix.
Va donar veu a la jove Daphne Blake a la pel·lícula d'animació del 2020 Scoob!, i havia de repetir el paper al següent Scoob!: Holiday Haunt, que es va estrenar a finals de 2022 a HBO Max, però es va cancel·lar a l'agost. 2022.
El 2021, Grace va interpretar a Phoebe a Ghostbusters: Afterlife, a més del paper d'Esther Keyes a la quarta temporada de la sèrie televisiva de The Handmaid's Tale de Margaret Atwood i va obtenir una nominació com a millor actriu convidada en una sèrie dramàtica al 73rd Primetime Creative Arts Emmy. Premis. A l'agost, es va unir a Thomasin McKenzie i Olivia Wilde al llargmetratge Perfect de Searchlight Pictures.
El 2020, Grace va signar amb Photo Finish Records i el novembre de 2021 va llançar el seu senzill debut "Haunted House" juntament amb un vídeo musical que l'acompanya. Tot i que no es va escriure originalment per a Ghostbusters: Afterlife, la cançó finalment es va afegir a la banda sonora de la pel·lícula i es va utilitzar per als crèdits de tancament. Quan se li va preguntar, Grace va explicar que la cançó va ser escrita durant un període difícil de la seua vida enmig de la pandèmia de la COVID-19, i que "la podria prendre com una cançó de ruptura, però també podria tractar-se d'un amic o d'un membre de la família o qualsevol mena de relació que s'haja acabat".
El 13 de febrer de 2022, Grace va llançar el seu senzill següent "Do All My Friends Hate Me?" juntament amb un vídeo musical. El 21 d'abril, Grace va llançar el seu tercer senzill "You Ruined Nirvana", també amb un vídeo musical. El 8 de juliol, Grace va llançar el seu quart senzill "Post Party Trauma", però amb un vídeo amb lletra.

## Vida privada
La Grace és vegetariana i ha dirigit el seu afecte pels animals cap al treball amb Farm Sanctuary i PETA, inclosa la seva participació en una campanya recordant a la gent que no deixe els seus gossos en cotxes quan fa calor.